# Radoslav Šopík
Radoslav Šopík (* 7. prosince 1958 Zlín) je český herec, v letech 1985 až 1993 a opět od roku 1997 člen souboru Městského divadla Zlín.

## Život
V letech 1978 až 1982 vystudoval činoherní herectví na Janáčkově akademii múzických umění v Brně. Po absolvování nastoupil do Slováckého divadla v Uherském Hradišti, následně hrál dva roky v Divadle Vítězného února (dnes Klicperově divadle v Hradci Králové). Od roku 1985 je členem souboru Divadla pracujících v Gottwaldově, později Městského divadla Zlín.